# Fukuoka
Fukuoka (福岡市 Fukuoka-shi?) es la capital de la prefectura de Fukuoka en el extremo norte de la isla Kyushu en Japón.
Es la mayor ciudad en Kyushu, seguida de Kitakyushu. Kyushu es la tercera isla en tamaño en Japón y la más al sur de las islas principales. Es considerado el lugar de nacimiento de la civilización japonesa. La ciudad es una de las principales áreas de la zona metropolitana Fukuoka-Kitakyushu.
Hacia junio de 2019 la ciudad tenía una población estimada de 1 588 924 habitantes y una densidad de 4600 personas por kilómetro cuadrado. La superficie total de la ciudad es de 343,39 km². Con una edad promedio de 38,6 años, Fukuoka es la segunda ciudad importante más joven de Japón y con una tasa de crecimiento del 4,4 %, es también la segunda ciudad de mayor crecimiento (de acuerdo con datos del censo del años 2000).
Fukuoka está en el puesto número 10 de las ciudades más habitables del mundo en la revista Monocle en el 2013.
Fukuoka es elogiada por sus espacios verdes en su área metropolitana.
Es una de las ciudades más pobladas en Kyushu, seguida por Kitakyushu. A Fukuoka le fue asignado el título de ciudad el 1 de abril de 1972 por ordenanza de gobierno mayor.

## Historia
Dazaifu era una capital administrativa en el 663 d. C., pero un historiador propone que en la zona existía una capital prehistórica. Los textos antiguos, como el Kojiki, y la arqueología confirman que este fue un lugar muy importante en la fundación de Japón. Algunos estudiosos afirman que fue el primer lugar que pisaron los forasteros y la familia imperial, pero al igual que muchas de las primeras teorías del origen de Japón, esta sigue siendo controvertida. Fukuoka a veces todavía se conoce como Hakata, el distrito central de la ciudad. 
El primer occidental en llegar a Fukuoka fue el español jesuita San Francisco Javier en el siglo XVI.

### Invasiones mongolas (1274–1281)
Kublai Kan del Imperio mongol puso su atención en Japón hacia 1268, ejerciendo así una nueva presión sobre Japón con la cual no tenía experiencia. Kublai Kan envió un mensajero al Japón para hacer conocer sus demandas al shogunato. El shogunato de Kamakura se negó a estas demandas.
No obstante los mongoles repetidamente siguieron enviando mensajeros después de eso, para instar al shogunato a aceptar su propuesta, pero fue en vano.
En 1274 Kublai Kan montó una invasión por el norte de Kyushu contando con una flota de 900 barcos y 33 000 hombres, que incluían tropas de Goryeo provenientes de la península de Corea. Esta primera invasión fue severamente comprometida a causa de incompetencias y severas tormentas. Después de la primera invasión de 1274, los samurái japoneses construyeron una barricada de piedra de 20 kilómetros de longitud bordeando la costa de la bahía de Hakata, en lo que hoy es la ciudad de Fukuoka. El muro tenía entre 2 y 3 metros de altura y tenía en la base 3 metros de espesor, fue construida entre 1276 y 1277 y fue excavada de nuevo en la década de los 30.
Kublai Kan envió otro emisario a Japón en el 1279. Kamakura ordenó decapitar a los 5 emisarios. Kublai Kan realizó otro ataque en la prefectura de Fukuoka en 1281, movilizando 140 000 soldados en 4000 barcos. Los defensores japoneses eran alrededor de 40 000. No eran rivales para los mongoles, pero todo dio un giro inesperado cuando llegó en su ayuda un tifón, el cual les propinó un golpe aplastante a las fuerzas mongolas. Las invasiones fueron frustradas en ambas ocasiones por fenómenos de la naturaleza y al tifón de 1281 se le bautizó con un nombre que es familiar en todo el mundo: kamikaze, traducido literalmente como «viento divino».

### Formación de la moderna ciudad (1889)
Fukuoka fue la residencia de los poderosos Daimyo de la provincia de Chikuzen, que jugaron un papel muy importante en la historia medieval de Japón. El renovado templo de Tokugawa Ieyasu en el distrito fue destruido a causa del fuego en la guerra Bonshin del año 1868.
La moderna ciudad fue fundada el 1 de abril de 1889 cuando se combinaron ciudades para formar Hakata y Fukuoka. Históricamente, Hakata fue el puerto marítimo mercantil del distrito, más asociado con la cultura, y continúa así en la actualidad.
El área de Fukuoka fue la residencia de muchos samurái. Cuando Hakata y Fukuoka decidieron combinarse, se sostuvo un encuentro para decidir el nombre de la nueva ciudad. Hakata era el nombre preferido inicialmente pero un grupo de samuráis llegó al encuentro y los forzó a escoger Fukuoka como nombre definitivo.

## Geografía y clima
Fukuoka está cercada por tres lados por montañas y se abre, en el norte, hacia el mar de Genkai. Se encuentra a 1100 kilómetros de Tokio.
El clima es relativamente templado, la temperatura promedio ronda los 17 °C y las precipitaciones anuales son alrededor de 1600 mm. De junio a julio es la temporada de lluvias, «tsuyu», luego sigue el verano, el cual es muy húmedo y caluroso (las temperaturas pueden superar los 30 °C inclusive en la noche). El otoño tiene un clima muy agradable pero usualmente viene acompañado de tifones. El invierno es nublado y vientos fríos azotan desde el oeste; es muy raro que la temperatura caiga por debajo de 0 °C pero se puede esperar varios centímetros de capa de nieve.
| Parámetros climáticos promedio de Fukuoka (1991-2020) | Parámetros climáticos promedio de Fukuoka (1991-2020) | Parámetros climáticos promedio de Fukuoka (1991-2020) | Parámetros climáticos promedio de Fukuoka (1991-2020) | Parámetros climáticos promedio de Fukuoka (1991-2020) | Parámetros climáticos promedio de Fukuoka (1991-2020) | Parámetros climáticos promedio de Fukuoka (1991-2020) | Parámetros climáticos promedio de Fukuoka (1991-2020) | Parámetros climáticos promedio de Fukuoka (1991-2020) | Parámetros climáticos promedio de Fukuoka (1991-2020) | Parámetros climáticos promedio de Fukuoka (1991-2020) | Parámetros climáticos promedio de Fukuoka (1991-2020) | Parámetros climáticos promedio de Fukuoka (1991-2020) | Parámetros climáticos promedio de Fukuoka (1991-2020) |
| Mes                                                   | Ene.                                                  | Feb.                                                  | Mar.                                                  | Abr.                                                  | May.                                                  | Jun.                                                  | Jul.                                                  | Ago.                                                  | Sep.                                                  | Oct.                                                  | Nov.                                                  | Dic.                                                  | Anual                                                 |
| ----------------------------------------------------- | ----------------------------------------------------- | ----------------------------------------------------- | ----------------------------------------------------- | ----------------------------------------------------- | ----------------------------------------------------- | ----------------------------------------------------- | ----------------------------------------------------- | ----------------------------------------------------- | ----------------------------------------------------- | ----------------------------------------------------- | ----------------------------------------------------- | ----------------------------------------------------- | ----------------------------------------------------- |
| Temp. máx. abs. (°C)                                  | 21.5                                                  | 24.3                                                  | 26.3                                                  | 30.1                                                  | 32.3                                                  | 37.3                                                  | 38.3                                                  | 38.1                                                  | 37.1                                                  | 33.3                                                  | 28.2                                                  | 26.0                                                  | 38.3                                                  |
| Temp. máx. media (°C)                                 | 10.2                                                  | 11.6                                                  | 15.0                                                  | 19.9                                                  | 24.4                                                  | 27.2                                                  | 31.2                                                  | 32.5                                                  | 28.6                                                  | 23.7                                                  | 18.2                                                  | 12.6                                                  | 21.3                                                  |
| Temp. media (°C)                                      | 6.9                                                   | 7.8                                                   | 10.8                                                  | 15.4                                                  | 19.9                                                  | 23.3                                                  | 27.4                                                  | 28.4                                                  | 24.7                                                  | 19.6                                                  | 14.2                                                  | 9.1                                                   | 17.3                                                  |
| Temp. mín. media (°C)                                 | 3.9                                                   | 4.4                                                   | 7.2                                                   | 11.5                                                  | 16.1                                                  | 20.3                                                  | 24.6                                                  | 25.4                                                  | 21.6                                                  | 16.0                                                  | 10.6                                                  | 5.8                                                   | 14                                                    |
| Temp. mín. abs. (°C)                                  | -6.0                                                  | -8.2                                                  | -4.7                                                  | -1.4                                                  | 1.4                                                   | 4.3                                                   | 13.8                                                  | 15.4                                                  | 7.9                                                   | 0.4                                                   | -2.1                                                  | -5.4                                                  | -8.2                                                  |
| Precipitación total (mm)                              | 74.4                                                  | 69.8                                                  | 103.7                                                 | 118.2                                                 | 133.7                                                 | 249.6                                                 | 299.1                                                 | 210.0                                                 | 175.1                                                 | 94.5                                                  | 91.4                                                  | 67.5                                                  | 1687                                                  |
| Nevadas (cm)                                          | 1                                                     | 1                                                     | 0                                                     | 0                                                     | 0                                                     | 0                                                     | 0                                                     | 0                                                     | 0                                                     | 0                                                     | 0                                                     | 0                                                     | 2                                                     |
| Días de precipitaciones (≥ 1 mm)                      | 9.3                                                   | 8.8                                                   | 10.1                                                  | 9.7                                                   | 8.6                                                   | 11.6                                                  | 11.0                                                  | 9.8                                                   | 9.7                                                   | 6.8                                                   | 8.5                                                   | 8.6                                                   | 112.5                                                 |
| Días de nevadas (≥ 1 mm)                              | 0.5                                                   | 0.3                                                   | 0.1                                                   | 0.0                                                   | 0.0                                                   | 0.0                                                   | 0.0                                                   | 0.0                                                   | 0.0                                                   | 0.0                                                   | 0.0                                                   | 0.1                                                   | 1                                                     |
| Horas de sol                                          | 104.1                                                 | 123.5                                                 | 161.2                                                 | 188.1                                                 | 204.1                                                 | 145.2                                                 | 172.2                                                 | 200.9                                                 | 164.7                                                 | 175.9                                                 | 137.3                                                 | 112.2                                                 | 1889.4                                                |
| Humedad relativa (%)                                  | 63                                                    | 62                                                    | 63                                                    | 64                                                    | 67                                                    | 75                                                    | 75                                                    | 72                                                    | 73                                                    | 68                                                    | 66                                                    | 63                                                    | 67.6                                                  |
| Fuente:                                               |                                                       |                                                       |                                                       |                                                       |                                                       |                                                       |                                                       |                                                       |                                                       |                                                       |                                                       |                                                       |                                                       |

## Barrios
Fukuoka se divide en 7 barrios (ku):
| Barrio     | Población (2010) | Área (km²) | Densidad de población (hab/km²) |
| ---------- | ---------------- | ---------- | ------------------------------- |
| Higashi-ku | 291 749          | 66,68      | 4375                            |
| Hakata-ku  | 212 108          | 31,47      | 6740                            |
| Chūō-ku    | 176 739          | 15,16      | 11 658                          |
| Minami-ku  | 248 901          | 30,98      | 8034                            |
| Jonan-ku   | 128 883          | 16,02      | 8045                            |
| Sawara-ku  | 211 889          | 95,88      | 2209                            |
| Nishi-ku   | 190 288          | 83,81      | 2270                            |

## Celebridades nacidas en Fukuoka
- Ayako Kimura, pianista (n. 1973).
- Ayumi Hamasaki, cantante.
- Hiromi Hayakawa, cantante y actriz de doblaje y teatro en México.
- Reina Tanaka, cantante y actriz.
- Erina Ikuta, cantante.
- Kanna Hashimoto, actriz.
- Toshihiko Koga, yudoca.
- Noriko Uemura, actriz de doblaje.[4]
- Kenji Hamada, actor de doblaje.[5]
- Yamaguchi Masao, (Mao, vocalista de SID).
- Watanabe Haruto, rapero, cantante y bailarín del grupo Treasure.
- Kappei Yamaguchi, actor de doblaje.
- Kingo Nonaka, el "samurai" de la Revolución Mexicana.
- Leiji Matsumoto, mangaka especializado en el género de ópera espacial.
- Tsukasa Hōjō, creador de City Hunter, Cat's Eye y Angel Heart.
- Hiroya Oku, creador de Gantz.
- Sui Ishida, creador de Tokyo Ghoul.
- Koyoharu Gotouge, creador/a de Kimetsu no Yaiba.

## Ciudades hermanadas
- Atlanta, Georgia, Estados Unidos
- Auckland, Nueva Zelanda
- Burdeos, Francia (1982)
- Busán, Corea del Sur
- Cantón, China (1979)
- Ipoh, Malasia
- Oakland, California, Estados Unidos

| Predecesor: Buffalo | Universiadas 1995 | Sucesor: Sicilia |